# Przemysław Wechterowicz
Przemysław Wechterowicz (ur. w Szczecinie) – autor książek dla dzieci, książek obrazkowych, sztuk teatralnych i wierszy.
Jego książki ukazały się w Polsce, na Tajwanie, we Francji, Brazylii, Włoszech, Niemczech i Korei Południowej, Chinach.

## Twórczość
- Anastazy, il. Jagoda Kidawa, Wydawnictwo Format 2008, ISBN 978-83-61488-00-2
- Mrówka wychodzi za mąż, il. Aleksandra Woldańska-Płocińska, Wydawnictwo Czerwony Konik 2008, ISBN 978-83-926726-8-5
- Wielkie marzenia, Wydawnictwo Znak 2009, ISBN 978-83-240-1286-2
- Lukrecja, il. Diana Karpowicz, Wydawnictwo Ezop 2010, ISBN 978-83-89-133-45-8
- Mama, il. Diana Karpowicz,  Wydawnictwo Literatura 2010, ISBN 978-83-7672-037-1
- Opowieść o chłopcu, który chciał zostać delfinem, czaplą, wyżłem i… stonogą, il. Robert Romanowicz, Wydawnictwo G+J 2010, ISBN 978-83-62343-18-8
- Rybka i słońce, il. Barbara Konczarek, Officyna 2011, ISBN 978-83-62409-12-9
- Komplementy, il. Katarzyna Bogucka, Wydawnictwo Alegoria 2011, ISBN 978-83-62248-44-5
- Śnieżek i Węgielek. Podróż do gwiazd, il. Aleksandra Woldańska-Płocińska, Wydawnictwo Alegoria 2011, ISBN 978-83-62248-60-5
- Alfabet, il. Marta Ignerska, Wydawnictwo Znak 2011, ISBN 978-83-240-1532-0
- Kocham pana, panie tygrysie!, il. Aleksandra Woldańska-Płocińska, Wydawnictwo Ezop 2011, ISBN 978-83-89133-52-6
- Bum! Bum!! Bum!!!, il. Marianna Oklejak, Wydawnictwo G+J 2011, ISBN 978-83-62343-74-4
- Każdy kot ma dwa końce, il. Anna Nowocińska-Kwiatkowska, Wydawnictwo MG 2011, ISBN 978-83-7779-005-2
- W pogoni za życiem, il. Emilia Dziubak,  Wydawnictwo Ezop 2012, ISBN 978-83-89133-67-0
- Śnieżek i Węgielek. Podróż do Amazonii, il. Aleksandra Woldańska-Płocińska, Wydawnictwo Alegoria 2012, ISBN 978-83-62248-01-8
- Śnieżek i Węgielek. Podróż w głąb oceanu, il. Aleksandra Woldańska-Płocińska, Wydawnictwo Alegoria 2013, ISBN 978-83-62248-21-6
- Proszę mnie przytulić, il. Emilia Dziubak,  Wydawnictwo Ezop 2013, ISBN 978-83-89133-82-3
- Wilk, pies i owce, il. Bartosz Minkiewicz, Kultura Gniewu 2013, ISBN 978-83-60915-80-6
- Co by było, gdyby... Tom 1, Wydawnictwo Muza 2014, ISBN 978-83-7758-679-2
- Co by było, gdyby... Tom 2, Wydawnictwo Muza 2014, ISBN 978-83-7758-680-8
- Mały słownik wyrazów kocich i kociojęzycznych, il. Marta Ludwiszewska, Media Rodzina 2014, ISBN 978-83-7278-943-3
- Emma chce grać jazz!, il. Anna Nowocińska-Kwiatkowska, Wydawnictwo Skrzat 2014, ISBN 978-83-7915-027-4
- Uśmiech dla Żabki, il. Emilia Dziubak,  Wydawnictwo Ezop 2014, ISBN 978-83-65230-09-6
- A właśnie, że dzień. A właśnie, że noc, Wydawnictwo Adamada 2016, ISBN 978-83-7420-760-7
- Jajko czy kura?, il. Marta Ludwiszewska, Wydawnictwo Ezop 2016, ISBN 978-83-65230-03-4
- Być jak tygrys, il. Emilia Dziubak,  Wydawnictwo Ezop 2016, ISBN 978-83-65230-07-2
- Królewna z wieży, il. Bartosz Minkiewicz, Prószyński i Ska 2016, ISBN 978-83-8069-460-6
- Gwiazdka z nieba, il. Marcin Minor, Wydawnictwo TADAM 2017, ISBN 978-83-947890-6-0
- Czy ktoś widział zajączka?, il. Nikola Kucharska, Media Rodzina 2017, ISBN 978-83-8008-385-1
- Kamasutra kociego snu, il. Katarzyna Walentynowicz, Wydawnictwo Dlaczemu 2018, ISBN 978-83-950485-6-2
- Urodziny Króla, il. Katarzyna Walentynowicz, Wydawnictwo Ezop 2018, ISBN 978-83-65230-33-1
- Złota rybka, il. Jakub Grochola, Wydawnictwo Mando 2018, ISBN 978-83-277-1618-7
- O czym myślisz?, il. Marcin Minor, Wydawnictwo Mando 2018, ISBN 978-83-277-1617-0
- Na zawsze przyjaciele, il. Emilia Dziubak,  Wydawnictwo Ezop 2018, ISBN 978-83-64600-15-9
- O pchle, co uczepiła się kożucha, il. Marta Ludwiszewska, Wydawnictwo WAM 2019, ISBN 978-83-277-1669-9
- Czerwona piłeczka, il. Marcin Minor, Wydawnictwo Mando 2019, ISBN 978-83-277-1687-3
- Baśń o zaczytanym Niedźwiedziu i o Króliku, który spadł z nieba, il. Gabriela Cichowska, Wydawnictwo Kinderkulka 2019, ISBN 978-83-951792-4-2
- Gdzie jesteś, Mamo?, il. Emilia Dziubak,  Wydawnictwo Ezop 2019, ISBN 978-83-65230-44-7
- Oskar Pazurek, il. Marcin Minor, Wydawnictwo Ezop 2020, ISBN 978-83-65230-47-8
- Wanda szuka miłości, il. Emilia Dziubak, Wydawnictwo Ezop 2021, ISBN 978-83-65230-72-0
- Wnętrze mężczyzny jest wspaniałe, Fundacja Kultury Afront 2022, ISBN 978-83-959506-4-3

## Nagrody i wyróżnienia
- dwukrotnie wyróżniony w konkursie literatury dziecięcej im. Haliny Skrobiszewskiej[1]
- wyróżnienie Polskiej Sekcji IBBY w Konkursie Książka Roku[4],
- wyróżnienie PTWK za Kocham pana, panie tygrysie!, il. Aleksandra Woldańska-Płocińska[5]
- Nagroda Białego Kruka za Proszę mnie przytulić z ilustracjami Emilii Dziubak[6],
- wyróżnienie na Międzynarodowych Targach Książki w Seulu[7]
- Nagroda Literacka m.st. Warszawy w 2014 r za Proszę mnie przytulić z ilustracjami Emilii Dziubak[8]